# Katedra św. Patryka i św. Felima w Cavan
Katedra św. Patryka i św. Felima w Cavan (ang. Cathedral of St. Patrick and St. Felim) – katedra rzymskokatolicka w Cavan w Irlandii. Główna świątynia diecezji Kilmore. Mieści się przy Cathedral Road.
Budowa świątyni rozpoczęła się w 1938, zakończyła się w 1942, konsekrowana w 1942. Zaprojektowana przez spółkę architektów W.H. Byrne & Son. Reprezentuje styl neoklasycystyczny. Posiada wieżę.